# هوشنك أوسي
هوشنك أوسي (ولد 1976 م) كاتب وشاعر سوري، وصحفي وروائي. صدر له حتى الآن تسعة دواوين شعرية باللغتين العربية والكردية، وثلاث روايات منها «وطأة يقين؛ محنة السؤال وشهوة الخيال» التي فازت بجائزة كتارا للرواية العربية عن فئة الروايات المنشورة عام 2017.

## السيرة المهنية
هوشنك أوسي، هو كاتب، شاعر، صحفي وروائي. ولد في مدينة الدرباسية في الحسكة التي تقع في شمال شرق سوريا، عام 1976. ويقيم حاليا في مدينة اوستند، بلجيكا. هو متخصص في الشؤون الكردية والتركية، ويتقن اللغتين العربية والكردية. نشر أوسي مقالات عديدة في صحف عربية مختلفة منها "المستقبل" اللبنانية، والصحيفة "السفير" و"الخليج" الإماراتية، و"القدس العربية"، و"الشرق الأوسط"، ومعهد العربية للدراسات، ومركز المستقبل للأبحاث والدراسات المتقدمة، وصحيفة "لموند ديبلوماتيك" الفرنسية. وبالإضافة إلى هذا، فقد تُرجمت بعض من مقالاته إلى اللغة التركية ونُشرت في صحف عديدة منها "غونلك" و"راديكال" وموقع "الجزيرة ترك". وعمل أيضا معدا للبرامج ومحررا للأخبار في قناة "ROJ TV" الكردية. وعضو رابطة الصحافيين السوريين، وعضو نادي القلم الكردي، وعضو نادي القلم البلجيكي، وعضو نادي القلم الدولي. بدأت مسيرته الأدبية كشاعر حيث أصدر حتى الآن تسعة دواوين شعرية منها "ارتجالات الأزرق" و"كمائن قطاع الطريق" و"أزل إلا بصمتك"، و"بعيني غراب عجوز". كما صدرت له ثلاث روايات منها "حفلة أوهام.. مفتوحة" الصادرة عن دار سؤال عام 2018. وفي عام 2014، احتل أوسي المرتبة الرابعة في مسابقة الشعر التي نظمتها مؤسسة الأيام الجزائرية. وكُرم في مهرجان كلاويج في كردستان العراق في عام 2013، وفاز بجائرة كتارا للرواية العربية عن فئة الروايات المنشورة عن روايته "وطأة اليقين - محنة السؤال وشهوة الخيال" عام 2017.

### رواية الأفغاني: سماوات قلقة
ذكر أوسي في حوار له مع صحيفة العين الإخبارية أنه كتب روايته «الأفغاني: سماوات قلقة» في عام 2009-2010 عندما سافر إلى تركيا هربا من الحرب الأهلية السورية. ولكن ضاعت كل أرشيفات الرواية عندما بائت محاولته للهجرة إلى إيطاليا فاشلة بعدما تم القبض عليه في الجزيرة الإيطاليا وإعادته إلى اليونان حيث صادرة الشرطة كافة الأجهزة الإلكترونية التي بحوزته. وبعدها بسنوات حاول كتابتها مجددا متعمدا بذلك على ذاكرته. وتدور أحداث الرواية حول جريمة قتل غامضة لأحد المهاجرين غير الشرعيين والتي تحدث في سجن الجزيرة اليونانية «خيوس». صُدرت الرواية في عام 2020 عن دار سؤال للنشر.

## مؤلفاته

### روايات
- وطأة يقين؛ محنة السؤال وشهوة الخيال، دار سؤال، 2017

- حفلة أوهام... مفتوحة، دار سؤال، 2018

- الأفغاني: سماوات قلقة، دار الخطوط وظلال للنشر والتوزيع، 2020
- «كأنني لم أكن» دار سؤال- بيروت ٢٠٢٢

### دواوين شعرية
- ارتجالات الأزرق، 2004

- شجرة الخيالات الظامئة، 2006 (شعر باللغة الكردية)

- الكلام الشهيد، 2009

- أثر الغزالة ويوميات أيل، 2012 (شعر باللغة الكردية)

- قلائد النار الضالة في مديح القرابين، فضاءات للنشر والتوزيع، 2016
- كأس السمّ: من يوميّات مقاتلة مجهولة. شعر باللغة الكرديّة. دار افيستا. إسطنبول 2017

- كمائن قاطع طريق، دار ميسلون، 2018

- بعيني غراب عجوز، دار خطوط وظلال للنشر والتوزيع، 2020

- لا أزل إلا صمتك، بتانة للنشر والتوزيع، 2020

## الجوائز والتكريمات
- حصل على المرتبة الرابعة في مسابقة الشعر التي نظمتها مؤسسة الأيام الجزائرية عام 2010

- كُرم في مهرجان كلاويج في كردستان العراق عام 2013

- كرمته رابطة الصحافيين والكتاب الكرد في سوريا.

- فاز بجائزة كتارا للرواية العربية عن فئة الروايات المنشورة عن روايته «وطأة اليقين – محنة السؤال وشهوة الخيال»، عام 2017